# Сагмосаванк
Сагмосава́нк (арм. Սաղմոսավանք) — армянский апостольский монастырь на восточной окраине села Сагмосаван Арагацотнской области Армении. Основные строения монастыря, возведены князем Ваче Вачутяном. Сагмосаванк состоит из четырёх основных сооружений, примыкающих друг к другу: церквей Сурб Сион, книгохранилища и крупного притвора.
Монастырский комплекс Сагмосаванк был одним из самых богатых и известных духовных центров средневековой Армении.

## История
Согласно легенде, в IV веке первый армянский католикос Григорий Просветитель, заметив это место с вершины Арагаца, пришел сюда и построил церковь. Затем он собрал священников в том же месте и научил их псаломам.
Как и близлежащий Ованаванкский монастырь, Сагмосаванк расположен над высоким ущельем у реки Касах. Церковь Сион в этом монастыре (1215), и церковь Святого Карапета в Ованаванке (1216—1235) были основаны князем Айрарата Ваче Вачутяном. Они принадлежат к одному типу, имеющему роскошный крест и высокие купола. Храмы имеют несколько куполов, что отражается снаружи.

## Галерея
- Касахское ущелье